# Quaesticula navicularis
Quaesticula navicularis är en bladmossart som beskrevs av Richard Henry Zander 1993. Quaesticula navicularis ingår i släktet Quaesticula och familjen Pottiaceae. Inga underarter finns listade i Catalogue of Life.